# Frizzled receptor
Frizzled receptor je  receptor spřažený s G-proteinem pro Wnt signálizaci a další signální dráhy u hub a zvířat. Pokud je aktivován, Frizzled vede k aktivaci proteinů Disevelled v cytosolu.

## Funkce
Frizzled proteiny hrají klíčovou roli v řízení buněčné polarity, embryonálním vývoji, tvorbě nervových synapsí, buněčné proliferace, a mnoha dalších procesů  Tyto procesy se vyskytují jako výsledek jedné ze tří signálních drah: Wnt/β-catenin dráhy, Wnt/kalcium dráhy, a  PCP). .

## Členění receptorů
Seznam deseti známých lidských frizzled receptorů:

Přehled signálních drah drah zapojených v apoptóze.

- Frizzled-1 (FZD1)
- Frizzled-2 (FZD2)
- Frizzled-3 (FZD3)
- Frizzled-4 (FZD4)
- Frizzled-5 (FZD5)
- Frizzled-6 (FZD6)
- Frizzled-7 (FZD7)
- Frizzled-8 (FZD8)
- Frizzled-9 (FZD9)
- Frizzled-10 (FZD10)

## Cílené léčba
Vantictumab je monoklonální protilátka proti pěti frizzled receptorům, která je ve vývoji pro léčbu rakoviny.